# Кобель, Штефан
Штефан Кобель (нем. Stefan Kobel, род. 13 февраля 1974, Рикон или Винтертур, Цюрих) — швейцарский игрок в пляжный волейбол, бронзовый призёр Олимпийских игр 2004 года, трёхкратный призёр чемпионатов Европы.
Рост — 190 см, вес — 89-92 кг. Спортивное прозвище — «Коби». Выступал в паре с Патриком Хойшером.
В молодости играл в футбол на позиции голкипера, затем стал играть в классический волейбол (в составе клуба «Смэш» Винтертур), а с 1996 года переключился на пляжный.
На Олимпийских играх в Афинах Кобель и Хойшер выиграли все три матча в своей группе Е, затем победили в 1/8 финала португальскую пару (Жуан Бренья/Мигел Майа), а в четвертьфинале — американскую (Дакс Холдрен/Штейн Метцгер). В полуфинале швейцарцы уступили будущим чемпионам бразильцам Рикардо Сантосу и Эмануэлу Рего со счётом 1:2 по сетам. В матче за третье место Кобель и Хойшер победили 2:0 австралийскую пару (Жюльен Проссер/Марк Уильямс) и принесли Швейцарии первую в истории олимпийскую медаль в волейболе, как пляжном, так и классическом.
На счету этой пары также три медали с чемпионатов Европы по пляжному волейболу в 2004—2006 годах: серебро в 2005 году в Москве, бронза в 2004 году в Тиммендорфер-Штранде и в 2006 году в Гааге. Неоднократно в паре с Хойшером Кобель становился чемпионом Швейцарии, выигрывал международные соревнования, а в 2004 году эта пара была признана лучшей командой года в Швейцарии.
В 2008 году на Олимпийских играх в Пекине Кобель уже не выступал, так как завершил карьеру в 2006 году, а новым партнёром Хойшера стал ещё более опытный 36-летний Саша Хейер, с которым однако повторить успех 4-летней давности Патрику не удалось.
В настоящее время работает в тренерском штабе сборной Швейцарии по пляжному волейболу. В 2005 году издал книгу So wurden wir Weltklasse: Übungssammlung für Spieler und Trainer.